# زبان گورانی
زبان گورانی دسته‌ای از زبان‌های ایرانی باختری است که گویشورانش در باختر ایران و شمال خاور عراق‌‌ زندگی می‌کنند. برخی محققان گورانی را زبان ادبی استاندارد گویش‌های حوزۀ زاگرس دانسته‌اند. برخی آن را لهجه‌ای از کردی شمرده‌اند، اما از سدۀ بیست بیشتر خاورشناسان و زبان‌شناسان آن را یک زبان ایرانی از شاخۀ شمال غربی دانسته‌اند که از زبان کردی جدا است. گویش‌وران به گویش‌های گورانی همچنین از زبان کردی سورانی، کردی کلهری، کردی کرمانجی و همچنین زبان‌های رسمی کشورهایی که در آن زندگی می‌کنند، مانند پارسی، عربی و ترکی نیز استفاده می‌کنند. زبان گورانی (که شامل اورامی، گوره‌جویی، کندوله‌ای، زاغمرزی، بان زرده‌ای، زنگنه‌ای، باجلانی می‌شود) اغلب به عنوان بخشی از شاخه زازا-گورانی زبان‌های هندوایرانی و ایرانی طبقه‌بندی می‌شود. زبان زازاکی که در قسمت‌های شمالی کردستان گویش می‌شود، هم از جهت دستوری و هم از جهت واژگان، دگرگون است و به‌طور کلی توسط گویشوران گورانی قابل فهم نیست؛ اما مرتبط با گورانی در نظر گرفته می‌شود.

## شعر
یک بیت شعر قدیمی گورانی از پیر رکن الدین قرمیسینی (کرمانشاهی) شاعر یارسانی قرن چهارم هجری:
واتِش شَو آما و خدا کَریمَن
ئه‌ز کوردو گورانی و پالوانو شَوانِم

## مقایسه
| گورانی استاندارد | کردی کرمانشاهی            | فارسی      |
| ---------------- | ------------------------- | ---------- |
| پهٔ /ئه‌را         | پێ/ئه‌ڕا                   | برای       |
| واڵێ/خوار/خواڵکه | خوه‌یشگ/خوه                | خواهر      |
| جه‌/ئه‌ژ/چا        | له‌/ئه‌ژ                    | از         |
| یانه /که         | ماڵ/خانێ/یانه             | خانه       |
| سیاو /سیه        | سیه‌/ڕه‌ش                   | سیاه       |
| ئه‌ڏا/دایکه       | داڵگ/دایه/دایگ            | مادر       |
| وه‌ردە            | خواردن/هواردن(لکی)        | خوردن      |
| واتمان           | وه‌تیمن                    | گفتیم      |
| کناچێ/کراچێ/دته  | دۊه‌ت/ئافره‌ت/دت/کناچه(لکی) | دختر       |
| ئیشته‌نمان/وێمان  | خوه‌مان/وژمان              | خودمان     |
| ژیوای /گیان      | ژیان/گیان                 | زندگی /جان |
| بکیاس            | بناره‌/کل‌که                | بفرست      |
| گه‌وره‌/زل         | گه‌ورا/زل/زاق/قه‌ۊ          | بزرگ       |

## اسم و ترکیب اسمی
هر اسمی در زبان گورانی دارای جنسیت است، به این معنا که دارای جنس مذکر و مونث است.
به طور مثال کلمات (وەروە) به معنای برف، (مانگه) به معنای ماه، (کەرگە) بە معنای مرغ و... دارای جنسیت مونث هستند.
اسامی مونث در آخر معمولاً نشانه های (ه)، (ێ)، (ەی)، (ەیی) و همچنین در شماری کلمە نشانه (ا) می گیرند. این حروف همگی می توانند نشانه‌ی مونث بودن باشند اما همیشه اینطور نیست و ما اسامی مذکری داریم که به (ە)، (ێ) و یا (ا) تبدیل می شوند کە تنها راه شناسایی آن از روی استرس یا تکیه زبانی است. بە اینصورت که اگر ماده بود، استرس بر روی آخر حرف است. مثلاً:
مذکر: بۆڵە /boła'/
مونث: بۆڵە /bo'ła/

## دسته‌بندی زبانی
گویش‌های گورانی از شاخه زازا-گورانی زبان‌های ایرانی هستند. گورانی از نظر زبان شناختی با زبان‌های کردی مانند سورانی و کردی کرمانشاهی که در همسایگی آن قرار دارند ناهمگون است و کردی شمرده نمی‌شود. البته گورانی به شدت تحت تأثیر کردی قرار گرفته‌است.
کردها مایلند زبان گورانی را گویشی از زبان‌های کردی بشمارند ولی تفاوت‌های زبان‌های زازا-گورانی و زبان‌های کردی بسیار زیاد است و بنابراین با هیچ استاندارد زبان‌شناختی نمی‌توان گورانی را به عنوان گویشی کردی طبقه‌بندی کرد.

## منطقه جغرافیایی
در گذشته بخش اعظمی از استان کرمانشاه از نواحی غربی تا شرقی استان که شامل قصرشیرین، سرپل ذهاب، دالاهو، پاوه، شمال شهر کرمانشاه، سنقر، کنگاور تا نواحی از همدان به گورانی تکلم می‌کردند اما به علت همجواری با ایلات لک‌ و کلهر و با حرکت عشایری این ایلات از مناطق جنوبی تر به نواحی شمالی استان، به مرور تحت تأثیر گویش‌ این ایلات قرار گرفت و زبان گورانی را تقلیل داد به طوری که اکنون در قصرشیرین تنها در چند روستا همچون روستای سید خلیل (به هورامی و سنجابی ماچو)، در سرپل ذهاب (به باجلانی)، دالاهو (هورامی) صحبت می‌کنند و در شمال شهر کرمانشاه زنگنه‌ای ماچو از بین رفته و جای خودش را به زبان کردی و گویش کلهری داده‌است. در این مناطق به آواز گورانی و به آوازخوان گورانی‌بیژ (گورانی واچ، گورانی‌چڕ) گفته می‌شود. در عراق در خانقین، مندلی، شرق سلیمانیه، نزدیکی حلبچه و در ایران در جنوب و باختر ایران (کنار مرز عراق)، هورامان، خاور سنندج (اورامان ژاورود)، تمرکز اصلی مردم گورانی زبان در شهرستان پاوه و پس از آن شهر سرو آباد و بخشی از سنندج و کامیاران و مریوان و چند روستا در منطقهٔ دالاهو به این زبان سخن می‌گویند.

## مقایسهٔ واژگان زبان زازا-گورانی با دیگرزبان‌های هندواروپایی
| زازا-گورانی | زازا-گورانی | کُردی       | کُردی       | آلمانی   | ایتالیایی | انگلیسی  | پرتغالی   | اسپانیایی | سوئدی        | فارسی   | فرانسوی  | هلندی          |
| ----------- | ----------- | ---------- | ---------- | -------- | --------- | -------- | --------- | --------- | ------------ | ------- | -------- | -------------- |
| گورانی      | زازایی      | کلهری      | کرمانجی    | آلمانی   | ایتالیایی | انگلیسی  | پرتغالی   | اسپانیایی | سوئدی        | فارسی   | فرانسوی  | هلندی          |
| wérega      | şan, şon    | êware      | êvar       | abend    | sera      | evening  | tarde     | tarde     | afton        | ivār    | soir     | evond          |
| bra         | bırar, bıra | bra        | brak       | bruder   | fratello  | brother  | irmão     | hermano   | bror, broder | barādar | frère    | broer, broeder |
| to          | tı          | ti         | hûn        | du       | voi       | you      | tu        | te, tú    | du           | to      | te, tu   | je             |
| asin        | asın        | asin       | hesin      | eisen    | ferro     | iron     | ferro     | hierro    | järn         | āhan    | fer      | ijzeren        |
| herd        | erd         | zeü        | erd        | erde     | terra     | earth    | terra     | tierra    | jorden       | Zamin   | terre    | aanaarden      |
| íge         | inca, naca  | êre        | vir        | hier     | qui       | here     | aqui      | aquí      | här          | inja    | Ici      |                |
| hengemen    | engemin     | heng,heseł | hûngiv     | honig    | miele     | honey    | mel       | honung    | angabin      | angabin | honing   |                |
| nizm        | nızım       | nizm       | nizm       | kurz     | corto     | short    | curto     | corto     | kort         | kutāh   | court    | kort           |
| lic         | lew         | lêw,liç    | lêv        | lippe    | labbro    | lip      | lábio     | labio     | läpp         | lab     | lèvre    | lip            |
| mange       | aşme        | mang       | hêv        | mond     | mese      | moon     | Luna      | lua       | mane         | māh     | -        | maan           |
| nam         | name        | naw        | nav        | name     | nome      | name     | nome      | nombre    | nämna        | nām     | nom      | naam           |
| na          | nê          | ne         | na         | nein     | non       | no       | não       | no        | nej          | na      | non      | neen           |
| newe        | newe        | new        | nşh        | neu      | nuovo     | new      | novo      | nuevo     | ny           | now     | nouveau  | nieuw          |
| no          | new         | nû         | neh        | neun     | nove      | nine     | nove      | nueve     | nio          | noh     | neuf     | negen          |
| vahisht     | cenet       | behîşt     | paraíso    | paradise | paradise  | paraíso  | paraíso   | paradis   | pardis       | paradis | paradijs |                |
| ?           | spenax      | ıspenac    | îspenax    | spinat   | spinacio  | spinach  | espinafre | espinaca  | spenat       | esfanāj | épinard  | spinazie       |
| hesare      | astare      | hesare     | stêrk      | stern    | stella    | star     | estrela   | estrella  | stjärna      | setāre  | astre    | ster           |
| kinace      | /çenakeyna  | düyet      | keç        | tochter  | -         | daughter | -         | -         | dotter       | doxtar  | -        | dochter        |
| dlop        | dalpa       | peşk       | dilopkirin | tropfen  | -         | drop     | -         | -         | droppa       | -       | -        | druppel        |

## ریشه‌شناسی (اتیمولوژی) و تحول آوایی گویش هورامی
هورامی کهن‌ترین و محافظه کارترین گویش گورانی است که خصوصیات کهنتری راحفظ کرده‌است (مکنزی ۱۹۶۶ :۴). از تحولات آوایی این گویش می‌توان به این موارداشاره کرد: حفظ/ia-/* و*/ṷ-/ ایرانی آغازین۲در آغاز واژه به صورت/y-/ و/w-، حفظ/s/* و/z/*ایرانی، آغازین تحول/hṷ/*ایرانی آغازین به/w/ ,/dṷ/* به /b/، ṷia-/ */به/y-/ (مکنزی ۱۹۸۶ :۱۱۱). ویژگی‌هایی صرفی مانند حفظ جنس دستوری و حالت غیرفاعلی در صرف اسم، اعمال جنس دستوری در افعال ماضی بعید، ماضی نقلی، و سومشخص مفرد ماضی ساده و حفظ ساخت ارگاتیو در افعال ماضی متعدی، این گویش را ازدیگر گویش‌های همجوار متمایز می‌سازد. ظاهراً کهنترین اثر مکتوب به این گویش، دیوان شعری منسوب به» صیدی «است که مینورسکی(۹۳:۱۹۴۳)شکوفایی و شهرت او را درحدود ۱۵۲۰م می‌داند. این دیوان به یکی از گونه‌های مرده این گویش سروده شده‌است.
جدول مقایسه تحولات آوایی زبان گورانی با زبان کردی
| پارسی | زبان کردی | بلوچی | زبانهای مرکزی | زبانهای خزری | سمنانی   | تالشی | زازایی | آذری کهن | گورانی | پهلوی اشکانی | IE           |
| ----- | --------- | ----- | ------------- | ------------ | -------- | ----- | ------ | -------- | ------ | ------------ | ------------ |
| h/d   | s/z       | s/z   | s/z           | s/z          | s/z      | s/z   | s/z    | s/z      | s/z    | s/z          | k/*g*        |
| -z-   | -ž-       | -j-   | -j-           | j,ž,z        | j,ž      | -ž-   | -j-    | -ž-      | -ž-    | -ž-          | k(u)pal*     |
| z     | ž         | j     | j,ž,z         | j(z)         | žj       | ž     | j      | (ž(y     | ž      | ž            | (g(u)(h*     |
| S     | S         | ?     | esb           | S            | esb      | asb   | esp    | isb      | sip    | ?            | KW*          |
| S     | S         | S     | r             | r            | h)r)     | (h(r  | hi)r)  | h)r)     | ya)r)  | hr           | tr/*tl*      |
| d     | d         | (?)d  | b             | b            | b        | b     | b      | b        | b      | b            | *d(h)w       |
| L/L   | L/L       | L/L   | L/L(r,z)      | L/L          | L/L(r,z) | r/rz  | r/rz   | r/rz     | Lr/rz  | rδ)/rz)      | oIr)*rd/*rz) |
| (x(u  | (x(w      | v     | x(u),f,v      | (x(u         | (x(u     | h     | w      | h        | w      | wx           | sw*          |
| h     | h         | h     | (h(u          | h            | h        | h     | w      | u        | u      | f            | tw*          |
| -j    | -j        | -j    | (-j-(y        | -j           | -j       | -j    | -j     | -y       | -y     | -y           | -y*          |

در بررسی واژه گُنی در نزدیک‌ترین خویشاوند زبان شناختی گورانی، یعنی زبان زازایی وجود داشته و دقیقاً به معنی «خون» است.
واژه «گُنی»(goní) در اصل وام واژه ای پارتی می‌باشد و صورت اصلی آن در پارتی به صورت «گوخَنی»، در معنای «خون»، بوده‌است. صورت اصلی ایرانی باستان آن نیز «وهونی» می‌باشد. علّت آن که این واژه را وام واژه باید دانست از آن روست که قلب «و» ایرانی باستان به «گ» به هیچ وجه در زبان‌های شمال غربی ایرانی، خصوصاً زازایی و گورانی، اصالت نداشته و پر واضح است که «گُنی» استقراضی است از صورت پارتی «گوخَنی» (درزبان پارتی دو استثناء در قلب «و» باستانی به «گ» وجود دارد) و صورت اصیل گورانی این واژه را می‌توان در واژهٔ هورامی «ونی» یافت، به معنای «خون». وجود وام واژهٔ «گُنی» در متن گورانی کهن و زبان زازایی امروزین حاکی از قرابت منحصر به فرد زبان‌های گورانی و زازایی داشته و منشأ پارتی این دو را مشخص می‌سازد.
واژگان معادل «خون» در زبان‌های یادشده را می‌توان ذیلاً مشاهده نمود:
ایرانی باستان: '''وهونیـ'''
پارتی: '''گوخَنـ (ـی)'''
گورانی کهن: '''گنی'''
زازایی: '''گُنی'''
اردلانی: '''خوین'''
گورانی نوین (هورامی):ونی (توجه شود به حفظ صورت ایرانی باستان در هورامی و حفظ صورت اصیل پارتی در گورانی کهن و زازایی)